# Foreverland (film)
Foreverland è un film drammatico del 2011 diretto da Maxwell McGuire.

## Trama
Will Rankin, è un ragazzo affetto da fibrosi cistica, che trascorre la sua vita cinicamente rassegnato al triste destino a cui lo condanna la sua malattia. Tutto cambia quando il suo amico d'infanzia Bobby, affetto dalla stessa malattia, muore e affida a Will il compito di spargere le sue ceneri in un miracoloso santuario in Messico. Will parte assieme ad Hannah, la sorella dell'amico, per un lungo viaggio on the road attraverso la Pacific Coast Highway.

## Distribuzione
Il film è stato distribuito nel 2014 in Italia nelle sale delle principali città, su iniziativa della Fondazione per la fibrosi cistica per raccogliere fondi per la ricerca contro la malattia.

## Accoglienza

### Critica
Sull'aggregatore Rotten Tomatoes ha ricevuto il 50% delle recensioni professionali positive con un voto medio di 5,45 su 10, basato su 6 recensioni,. James Adams del The Globe and Mail ha dato al film 1 stella e mezzo su quattro.

## Riconoscimenti
- 2012 - Oaxaca FilmFest
  - Miglior fotografia a Cecilia Cardenas